# Люгайло Станіслав Антонович
Станісла́в Анто́нович Люга́йло (1 січня 1938, Сухумі, Грузинська РСР, СРСР — 11 квітня 2021) — радянський та український волейболіст і тренер литовського походження, гравець збірної СРСР. Майстер спорту (1962), почесний майстер спорту (1964). Заслужений майстер спорту СРСР (1990), Олімпійський чемпіон з волейболу 1964 р. в Токіо. Заслужений тренер України (2007). Почесний ветеран спорту України. Закінчив Латвійський інститут фізичної культури (Рига, 1970). Нападник. Гравець атлетичної статури, який володів потужним точним ударом та високим стрибком. За вміння «зависати» в повітрі під час стрибка дістав прізвисько «Вертоліт».

## Життєпис
Волейболом почав займатися в Сухумі, перший тренер «Заслужений тренер Абхазії» Роберт Артемович Діленян.
Станіслав Люгайло був дуже різнобічним спортсменом. До приходу у волейбол активно займався різними видами спорту (футбол, легка атлетика — 400 м, 800 м, стрибки у висоту, баскетбол), де показував пристойні результати. Наприклад, у стрибках у висоту мав результат, способом «ножиці», 1 м 85 см — чемпіон Сухумі. Займатися волейболом почав доволі пізно — у 17 років, а вже у 26 років став чемпіоном Олімпійських ігор у Токіо (1964).
З 1959 року член збірних команд: молодіжної команди СРСР, збірної РРФСР, збірної Збройних Сил СРСР. Грав в Єврокубках за команду ЦСКА, м. Москва. 1963 року у складі збірної команди РРФСР срібний призер Спартакіади народів СРСР (XXVI чемпіонат СРСР).
Виступав за команду «Радіотехнік» (Рига) з 1963 по 1969 роки. У своїй тактичній організації гри «Радіотехнік» використовував сучасні форми атаки й оборони, переходив від гри з двома зв'язковими гравцями до гри з одним, використовував атаки зі швидкісних передач, застосовував у нападі комбінації на два темпи. Команду завжди вирізняли агресивні атакувальні дії і висока ігрова дисципліна.
У складі команди «Радіотехнік» (Рига) С. Люгайло здобував срібні медалі Чемпіонату СРСР 1965, 1966 року, бронзовий призер Чемпіонату СРСР — 1968, 1968 — 69 рр.
У складі збірної Латвійської РСР срібний призер союзної першості та Спартакіади народів СРСР 1963, так само у складі збірної Латвійської РСР вигравав дві Спартакіади профспілок СРСР.
Список 24 найкращих волейболістів СРСР 1962, 1963 (ГРВН), 1964, 1968 року («Радіотехнік»).
У збірній СРСР в офіційних змаганнях виступав 1964 року. В її складі став олімпійським чемпіоном. Тренери — Ю. М. Клещов (Москва), М. С. Міхєєв (Ленінград).
1969—1973 гравець команди «Динамо» (Донецьк); до 1976 — граючий тренер.
Працював головним тренером чоловічої команди «Динамо» (Донецьк) із волейболу, головним тренером жіночої волейбольної команди «Спартак» (Донецьк).
1991—93, 1994—96 тренував чоловічі і жіночі команди Філіппін (м. Маніла), що ставали чемпіонами і призерами Ігор Південно-Східної Азії.
Після повернення в Україну працював головним тренером жіночої команди з волейболу «Медіка-ШВСМ» (нині — «ДонНУЕТ-ШВСМ») (Донецьк). Під керівництвом Станіслава Люгайла команди «Медіка-ШВСМ» і «ДонНУЕТ-ШВСМ» вийшли до Вищої та Суперліг чемпіонату України. Серед вихованок — майстер спорту міжнародного класу О. Павлова, майстер спорту Я. Ковтун.
Головний організатор проведення традиційних міжнародних турнірів з волейболу серед ветеранів на Кубок олімпійського чемпіона, заслуженого майстра спорту Станіслава Люгайло, які проводять у Донецьку з 1997 року.
Після тимчасової окупації Донецька у 2014 року Станіслав Антонович Люгайло і його дружина Ольга Іванівна Ахлестіна переїхали до Харкова, де працювали у Харківському вищому училищі фізичної культури і спорту, а також тренували жіночої волейбольної команди «Збірна Харківської області — КЗ „ХПКСП“ ХОР».
У Краматорську 21-23 вересня 2017 року на базі спорткомплексу Машинобудівного коледжу Донбаської державної машинобудівної академії проходив 20-й ювілейний турнір з волейболу серед ветеранів на призи олімпійського чемпіона, заслуженого майстра спорту, заслуженого тренера України Станіслава Люгайло. Серед почесних гостей на урочистому відкритті змагань були й інші українські олімпійські чемпіони з волейболу радянських часів: Володимир Бєляєв, Володимир Іванов, Віктор Михальчук — 1968 року, Федір Лащонов — 1980 року.
Помер 11 квітня 2021 року в Краматорську (Донецька область).

## Відзнаки
- Заслужений працівник фізичної культури і спорту України (2013).